# سوني ميلر (مخرج)
سوني ميلر (بالإنجليزية: Sonny Miller)‏ هو مخرج أمريكي، ولد في 18 يوليو 1960 في سان خوسيه في الولايات المتحدة، وتوفي في 8 يوليو 2014 في لاهويا في الولايات المتحدة.

## وصلات خارجية
- الموقع الرسمي
- سوني ميلر على موقع EncyclopediaOfSurfing.com (الإنجليزية)
- سوني ميلر على موقع IMDb (الإنجليزية)
- سوني ميلر على موقع ألو سيني (الفرنسية)
- سوني ميلر على موقع أول موفي (الإنجليزية)
- سوني ميلر على موقع قاعدة بيانات الفيلم (الإنجليزية)
- سوني ميلر على موقع كينوبويسك (الروسية)